# 木村晃造
木村 晃造（きむら こうぞう、1939年8月23日 - 2020年8月16日）は、日本の写真家。

## 概要
京都府京都市生まれ。（一社）二科会写真部名誉会員。（公社）日本写真家協会会員。（公社）日本広告写真家協会特別会友。京都丹平審査員。京都写真芸術家協会理事長。
京都府主催「京都現代写真作家展」審査員（2007〜2021）